# Масимо Болди
Масимо Антонио Болди (на италиански: Massimo Antonio Boldi) е италиански комедиен актьор, кинопродуцент, кабаретен актьор и музикант, известен и като Чиполино (Cipollino) по името на Макс Чиполино – един от най-известните му комедийни герои.
Повече от двадесет години (с изключение на периода 2005 – 2018 г.) си партнира с римския актьор Кристиан Де Сика, с когото формира едно от най-успешните партньорства в италианското кино. Той е и основател на продуцентската компания „Мари Филм“. В телевизионната си кариера печели 11 Телегати (Международна гран при за спектакъл).

## Биография и кариера
Болди е роден на 23 юли 1945 г. в Луино като първото от трите деца на Марио Транкуило Болди (родом от Тарченто), майстор сладкар, и Карла Витали. Има двама братя – Фабио (1949) и Клаудио (1955). 
През 1956 г. се премества със семейството си в Милано. Записва се във вечерно училище и започва работа, първо като аранжор, след това като продавач от врата на врата за компанията Мота. През 70-те години се запознава с Мариза Село (1947-2004), родом от Неапол и братовчедка на покойния състезател Микеле Алборето, за която се жени на 29 септември 1973 г. Имат три дъщери: Микаела (1974), Мануела (1981) и Марта (1990). След смъртта на съпругата си има връзки с колежката си Лоредана де Нардис и с Ирене Форначари.

### Начало като барабанист (1963 – 1974)
Болди прави своя дебют в шоубизнеса като барабанист, започвайки от ранна възраст с приятеля си Ренато Виноки. С него той основава музикалната група „Атлас“ през 1963 г., но на следващата година трябва да я нпусне поради семейни проблеми.
По-късно с брат си Фабио основава музикалната група „Мимитоки“ във Варезе, с която започва кариерата си като барабанист, водейки „Клуб „Чао Амичи““ в лидото на Гавирате в неделя следобед. След това е част от Патрол Адзура – група, ръководена от Клаудио Липи. Впоследствие преминава към Рики Джанко, Рики Майоки и Ал Бано, а накрая е барабанист на оркестъра на Джино Паоли в клиб „Бусола“ в община Пиетрасанта и в казиното на Леванто. През 1972 г. Кристиан Де Сика се присъединява към групата като певец.
Болди е барабанист до деня, в който Джани Бонджовани започва кариерата си като комик в миланския „Интрас Дерби Клуб“ по покана на Енцо Яначи. Като комик Болди постига първата си слава с участието си в изданието на телевизионната музикална програма „Канцонисима“ от 1974 г. с Рафаела Кара и Коки и Ренато.

### Преход към кариера като актьор/кабаретен актьор
Неговата артистична кариера като комик и кабаретен актьор започва в средата на 70-те г. – период, в който записва около 45-оборотна и дългосвиреща плочи като си сътрудничи по музиката с Енцо Яначи. Сред най-известните му песни са Zan zan le belle rane (също записана от Яначи) и Oh oh oh, написана от Фаусто Роси. През 1968 г. започва да се изявява в Клуб „Дерби“ – храм на кабарето, където започва да придружава главните герои на вечерите, големите автори и настоящи и бъдещи комедианти в панорамата на италианския шоу бизнес. Под ръководството на основателя на клуба Джани Бонджовани и ръководен от Енцо Яначи и Артуро Корсо, Болди става кабаретен актьор, откривайки комичен талант в себе си. В клуба вече бившият барабанист създава персонажи, които бързо стават популярни и които, благодарение на изявите му по местната частна телевизия през онези години, скоро стават обществено достояние. Той си партнира с Тео Теоколи както в клуба, така и по италианската телевизия в продължение на няколко години.
Именно благодарение на частният телевизионен канал „Антенатре Ломбардия“, базиран в Леняно,  Масимо Болди и Тео Теоколи дават живот с работата си като двойка на това, което ще се счита за „телевизия пионер“ на новото поколение комедианти по телевизията от онова време: „Де да не го знаех, но го знам“ (Non lo sapessi ma lo so). Програмата се излъчва всяка сряда вечер от 20:30 часа до полунощ и носи името си от крилата фраза на Болди, която се появява в песен, написана от него с приятелите му Яначи и Паоло Белдиː Non lo sapessi ma lo so... (Ma se lo sapessi lo dissi...!!!!!!). Чрез импровизацията на Теоколи се ражда, именно в това предаване, може би най-известният и обичан герой на Болди – Макс Чиполино, странен водещ на новини в малка частна телевизионна станция (Телеракомандо). Болди отговаря на режисьора с телефона, поставен на бюрото, и в вълнението си той чупи телефона, поставяйки слушалка на вилката.
В сезон 1988-1989 Антонио Ричи измисля за частния телевизионен канал на Силвио Берлускони Канале 5 истински иновативни сатирични новини на живо – Striscia la notizia (в България предаването е познато като „Голата истина“) – комедийно предаване, излъчвано и към 2024 г. Оригиналната идея е депозирана през 1977 г. на името на Масимо Болди към SIAE в Милано с името Il Telegiornale Privè с последвали модификации.
Болди участва впоследствие с множество телевизионни програми по основните телевизионни канали в Италия. Той основава доста известната през 80-те г. група „Репеленти“, която заедно с Енцо Яначи и Бепе Виола дава живот на телевизионния сериал La tappezzeria. В теелвизионното предаване „Канцонисима“ по държавния канал Rai Uno Болди представя един от най-известните си герои – Марио Вигороне. След това участва в иновативната програма A tutto gag в ролята на Тосканския готвач, който повтаря фразата „Как го казвате вие в Милано“ (Come dite voi a Milano?").

### Успех в киното и партньорството с Кристиан Де Сика (1980)
След известно участие и поддържащи роли между края на 70-те и началото на 80-те години (Movie Rush - La febbre del cinema през 1976 г., Il... Belpaese на Лучано Салче през 1977 г., Sono fotogenico на Дино Ризи през 1980 г., Eccezzziunale... veramente на Карло Ванцина от 1982 г., Il ragazzo di campagna на Кастелано и Пиполо през 1984 г.), Болди пожънва успех, разкривайки се като новия комик на италианското кино от средата на същото десетилетие с двата филма на Scuola di ladri (1986 и 1987) и Yuppies (1986 и 1986) – култови филми, от които произхожда една постоянна тенденция в тандем с Кристиан Де Сика от поредица от коледни комедии, т. нар. „кинокозунаци“ (на итал. cinepanettoni).
През 1992 г. Болди се кандидатира за политически избори с Италианската социалистическа партия в избирателния район Комо-Сондрио-Варезе, но не е избран. Това остава кратка скоба, която той оставя настрана, и веднага се връща към актьорството. Той няколко пъти заявява, че е гласувал за Берлускони след политическите избори през 1994 г. и че е един от най-добрите му приятели.
Единственият опит на Болди в драматична роля е изпълнението му във Festival – филм от 1996 г. на Пупи Авати. В него той играе комик в упадък, който непредвидимо се озовава в надпреварата за награда на филмовия фестивал във Венеция. Освен това през 1998 г. участва като главен герой във филма Cucciolo на режисьора Нери Паренти.

### Множество телевизионни изяви
По държавната Rai участва в предаванията Saltimbanchi si mori, La tapesseria и Fantastico 8 (с водещ Адриано Челентано).
В мрежите на Mediaset той вече е участвал в успешни програми като Drive In, където играе героя си Макс Чиполино в първото издание, и в останалите с пародията на Стар Трек, която става Болд Трек, а след това в Risatissima, Grand Hotel, четири издания на Sabato al circo и La strana coppia. Има и  безброй участия в телевизионни програми на Rai и Медиасет. По-специално в Una rotunda sul mare, отново в тандем с Тео Теоколи, той дава живот на пародията на историите за комиксовия герой Диаболик: в геговете  е привидно глупавият крадец Диаболдик. Болди води Striscia la notizia (1996-1997) (Голата истина), три издания на Scherzi a parte (1994-2002-2005) и La sai l'ultima? по Канале 5 (2008). Той е и гост на Паоло Бонолис няколко пъти в програмата Ciao Darwin, като ръководител на някои категории в различни издания.

### Смърт на съпругата му и раздяла с Кристиан Де Сика (2004)
На 28 април 2004 г. съпругата му почива след нелечимо боледуване, продължило повече от десет години. В основата на артистичната раздяла с Де Сика е именно последната фаза от болестта на съпругата му, докато двамата снимат филма Коледа в Индия. Според Сика решението за раздялата е на Болди.

### Множество други проекти на екрана
След раздялата с Де Сика през 2006 г. Болди режисира Olé на Карло Ванцина. През 2007 г. основава продуцентската компания „Мари Филм“ и заснема matrimonio alle Bahamas („Сватба на Бахамските острови“) на  Клаудио Ризи, пуснат по италианските кина на 16 ноември, с приходи от първия уикенд повече от 3 200 000 евро. През 2008 г. участва в La fidanzata di papà („Годеницата на татко“) на Енрико Олдоини, със Симона Вентура, който е на първо място в боксофиса за 3 дни с приходи от 2 850 000 евро. През 2010 г. по кината излиза A Natale mi sposo („На Коледа ще се оженя“) на Паоло Костела, който се нарежда на първо място в боксофиса през първата седмица с 2 680 000 евро. През октомври 2011 г. излиза Matrimonio a Parigi („Брак в Париж“), отново на Клаудио Ризи, и заема първо място в боксофиса през първата седмица. 
След три години отсъствие Болди се завръща в киното с Но ти от коя зодия 6? (2014) на Нери Паренти, Matrimonio al Sud („Брак на Юг“) (2015) на Паоло Костела, La coppia dei campioni („Двойката шампиони“) на Джулио Базе, Natale al Sud („Коледа на юг“) на Федерико Марсикано (2016), Natale da chef („Коледа като главен готвач“) (2017) на Нери Паренти.
По Канале 5 участва в първия си телевизионен филм в ролята на „големия татко“ Лоренцо Фумагали в телевизионния сериал Un ciclone in famiglia („Семеен циклон“) на Карло Ванцина. Първите епизоди са заснети през 2004 г., само 24 дни след смъртта на съпругата му; те са излъчени за първи път през януари 2005 г., като постигат голям критичен и публичен успех сред младите хора. Това води до още четири сезона през следващите години. През 2009 г. Болди отново работи с Матиоли и Де Роси в Un Crocodillo per Amico и през 2010 г. с Де Роси във Fratelli Benvenuti, и двата телевизионни сериали за Канале 5. Същият канал излъчва първия „кинозунак“ на 21 декември 2012 г. – Natale a 4 zampe („Коледа на 4 лапи“).

### Завръщане на тандема Болди-Де Сика (2018 – )
През 2018 г., след 13 години отсъствие (Де Сика и Болди оправят отношенията си в началото на 2012 г.), Болди се завръща на големия екран заедно с Кристиан Де Сика с „кинокозунака“ Amici come prima („Приятели като преди“).
На 21 септември той претърпява спешна сърдечна операция след преглед, при който се установява прединфаркт.
На 13 декември 2020 г. излиза новият му филм с Де Сика In vacanza su Marte („На ваканция на Марс“). Поради пандемията от COVID-19 се излъчва по различни платформи за стрийминг.
На 23 април 2021 г., заедно с Кристиан Де Сика и Нанси Брили Болди сформира отбора на „кинокозунаците“ в игровото шоу по Rai Uno Top Dieci.

## Филмография

### Кино
- Due cuori, una cappella, реж. Маурицио Лучиди (1975)
- Di che segno sei?, реж. Серджо Корбучи (1975)
- Sturmtruppen, реж. Салваторе Сампиери (1976)
- Movie Rush - La febbre del cinema, реж. Отавио Фабри (1976)
- Luna di miele in tre, реж. Карло Ванцина (1976)
- Come ti rapisco il pupo, реж. Лучо Де Каро (1977)
- Tre tigri contro tre tigri, реж. Серджо Корбучи и Стено (1977)
- Il... Belpaese, реж. Лучано Салче (1977)
- Io tigro, tu tigri, egli tigra, 1-ва част, реж. Ренато Поцето (1978)
- Saxofone, реж. Ренато Поцето (1978)
- Maschio, femmina, fiore, frutto, реж. Руджеро Мити (1979)
- Sono fotogenico, реж. Дино Ризи (1980)
- Prestami tua moglie, реж. Джулиано Карнимео (1980)
- Nessuno è perfetto, реж. Паскуале Феста Кампаниле (1981)
- L'esercito più pazzo del mondo, реж. Марино Джиролами (1981)
- Fracchia la belva umana, реж. Нери Паренти (1981)
- Eccezzziunale... veramente, реж. Карло Ванцина (1982)
- Sturmtruppen 2 (tutti al fronte), реж. Салваторе Сампиери (1982)
- Si ringrazia la regione Puglia per averci fornito i milanesi, реж. Мариано Лауренти (1982)
- Il ragazzo di campagna, реж. Кастелано и Пиполо (1984)
- I due carabinieri, реж. Карло Вердоне (1984)
- I pompieri, реж. Нери Паренти (1985)
- Il tenente dei carabinieri, реж. Маурицио Понци (1986)
- Yuppies - I giovani di successo, реж. Карло Ванцина (1986)
- Scuola di ladri, реж. Нери Паренти (1986)
- Grandi magazzini, реж. Кастелано и Пиполо (1986)
- Yuppies 2, реж. Енрико Олдоини (1986)
- Missione eroica - I pompieri 2, реж. Джорджо Капитани (1987)
- Scuola di ladri - Parte seconda, реж. Нери Паренти (1987)
- Montecarlo Gran Casinò, реж. Карло Ванцина (1987)
- Il volatore di Aquiloni, видео, реж. Ренато Поцето (1987)
- Mia moglie è una bestia, реж. Кастелано и Пиполо (1988)
- Fratelli d'Italia, реж. Нери Паренти (1989)
- Vacanze di Natale '90, реж. Енрико Олдоини (1990)
- Vacanze di Natale '91, реж. Енрико Олдоини (1991)
- Anni 90, реж. Енрико Олдоини (1992)
- Sognando la California, реж. Карло Ванцина (1992)
- Anni 90 - Parte II, реж. Енрико Олдоини (1993)
- S.P.Q.R. - 2000 e ½ anni fa, реж. Карло Ванцина (1994)
- Vacanze di Natale '95, реж. Нери Паренти (1995)
- Festival, реж. Пупи Аванти (1996)
- A spasso nel tempo, реж. Карло Ванцина (1996)
- A spasso nel tempo - L'avventura continua, реж. Карло Ванцина (1997)
- Cucciolo, реж. Нери Паренти (1998)
- Paparazzi, реж. Нери Паренти (1998)
- Tifosi, regia di Neri Parenti (1999)
- Vacanze di Natale 2000, реж. Карло Ванцина (1999)
- Body Guards - Guardie del corpo, реж. Нери Паренти (2000)
- Merry Christmas, реж. Нери Паренти (2001)
- Natale sul Nilo, реж. Нери Паренти (2002)
- Natale in India, реж. Нери Паренти (2003)
- Christmas in Love, реж. Нери Паренти (2004)
- Natale a Miami, реж. Нери Паренти (2005)
- Olé, реж. Карло Ванцина (2006)
- Matrimonio alle Bahamas, реж. Клаудио Ризи (2007)
- La fidanzata di papà, реж. Енрико Олдоини (2008)
- A Natale mi sposo, реж. Паоло Костела (2010)
- Matrimonio a Parigi, реж. Клаудио Ризи (2011)
- Ma tu di che segno 6?, реж. Нери Паренти (2014)
- Matrimonio al Sud, реж. Паоло Костела (2015)
- La coppia dei campioni, реж. Джулио Базе (2016)
- Un Natale al Sud, реж.Федерико Марсикано (2016)
- Natale da chef, реж. Нери Паренти (2017)
- Amici come prima, реж. Кристиан Де Сика и Брандо Де Сика (2018)
- In vacanza su Marte, реж. Нери Паренти (2020)
- Tic toc, реж. Давиде Сковацо (2023)
- Chi ha rapito Jerry Calà?, реж. Джери Калà (2023)

### Телевизия
- I giochi del diavolo – тв минисериал, 1-ви еп. (1981)
- Il vigile urbano – тв сериал, еп. 1x09 (1989)
- Camera Café – тв ситком, еп. 2x02 (2005) - гост
- Un ciclone in famiglia – тв сериал, 22 епизода (2005-2008)
- Un coccodrillo per amico, тв филм, реж. Франческа Мар (2009)
- Non smettere di sognare, тв филм, реж. Роберто Буркиели (2009)
- Fratelli Benvenuti – тв сериал (2010)
- Natale a 4 zampe, тв филм, реж. Паоло Костела (2012)
- 1992 – sтв сериал, еп. 1x07 (2015) - гост
- Untraditional – тв сериал (2016) - гост

## Телевизионни програми
- Canzonissima 1974 (Programma Nazionale, 1974)
- Tutto compreso (Rete 2, 1979)
- Saltimbanchi si muore (Rete 2, 1980)
- A tutto gag (Rete 2, 1980)
- Crazy Bus (Rete 2, 1981)
- Hello Goggi (Canale 5, 1981)
- Non lo sapessi ma lo so (Antennatre, 1982)
- Drive In (Italia 1, 1983-1988)
- Risatissima (Canale 5, 1985)
- Grand Hotel (Canale 5, 1985-1986)
- Fantastico (Rai 1, 1987-1988)
- Una rotonda sul mare (Canale 5, 1989-1990)
- Sabato al circo (Canale 5, 1989-1991)
- Calciomania (Italia 1, 1990)
- Sapore di mare (Canale 5, 1991)
- La strana coppia (Italia 1, 1992)
- Il grande circo di Rete 4 (Rete 4, 1992)
- Seratissima (Canale 5, 1993)
- Canzoni spericolate (Canale 5, 1993)
- Il Quizzone (Canale 5, 1995)
- Simpaticissima (Rete 4, 1996)
- Striscia la notizia (Canale 5, 1997)
- Tai-Tanic (Rai 2, 1998)
- Zelig (Italia 1, 1999)
- Stupido Hotel (Rai 2, 2003)
- Scherzi a parte (Canale 5, 2002, 2005)
- La sai l'ultima? (Canale 5, 2008)
- Ballando con le stelle (Rai 1, 2013) – конкурент
- Top Dieci (Rai 1, 2021) – конкурент

## Документални филми
- Enzo Jannacci - Vengo anch'io, regia di Giorgio Verdelli (2023)

## Дискография
Албуми
- 1980 – Scatolette (Dischi Ricordi, SMRL 6273, LP)
- 1985 – Si presenta bene (CGD, 20464, LP) - disco che includeva, come copertina interna, un surreale "gioco dell'oca". Fu stampato anche con copertina diversa ed il titolo "Il gioco dell'oca di Massimo Boldi"

Сингли
- 1977 – Sei repellente Elisa/Mangiato le mele (Ultima Spiaggia, ZBS 7042, 7")
- 1979 – Tamburino pendulino/Zan zan le belle rane (RCA Italiana, PB 6330, 7")
- 1980 – Scatolette/Ohi Mari' (Dischi Ricordi, SRL 10932, 7")
- 1982 – Scemo/Scemo (strumentale) (Dischi Ricordi, SRL 10963, 7")
- 1984 – Oh! Oh! Oh! (...va bene!)/Oh! Oh! Oh! (Che peperino rap) (CGD, 10566, 7") - rielaborazioni di un singolo di Fausto Rossi del 1979
- 1990 – 63626... scemo/63626... scemo (strumentale) (Dischi Ricordi, SRL 11098, 7")
- 1990 – Te-O/Te-O (Five Record, FM 13268, 7") с Тео Теоколи